# Tiago Gomes (ur. 1985)
Tiago Filipe Figueiras Gomes, (ur. 19 sierpnia 1985 w Vila Franca) – portugalski piłkarz grający głównie na pozycji środkowego pomocnika. Wychowanek Benfiki Lizbona.